# フィリピン証券取引所
フィリピン証券取引所（フィリピンしょうけんとりひきしょ、英語: Philippine Stock Exchange, Inc.、フィリピン語: Pamilihang Sapi ng Pilipinas、略称: PSE）は、フィリピンの国立の証券取引所である。前身となるマニラ証券取引所（Manila Stock Exchange）を含めると、1927年から運営されており、1992年にマカティ証券取引所が合併して誕生した。
2021年12月現在、上場企業数は275社。主要な指数は、上場企業30社からなるフィリピン総合指数（PSEi）である。